# Pseudhisychius perlatus
Pseudhisychius perlatus är en insektsart som beskrevs av Marius Descamps 1979. Pseudhisychius perlatus ingår i släktet Pseudhisychius och familjen Romaleidae. Inga underarter finns listade i Catalogue of Life.